# 强迫婚姻

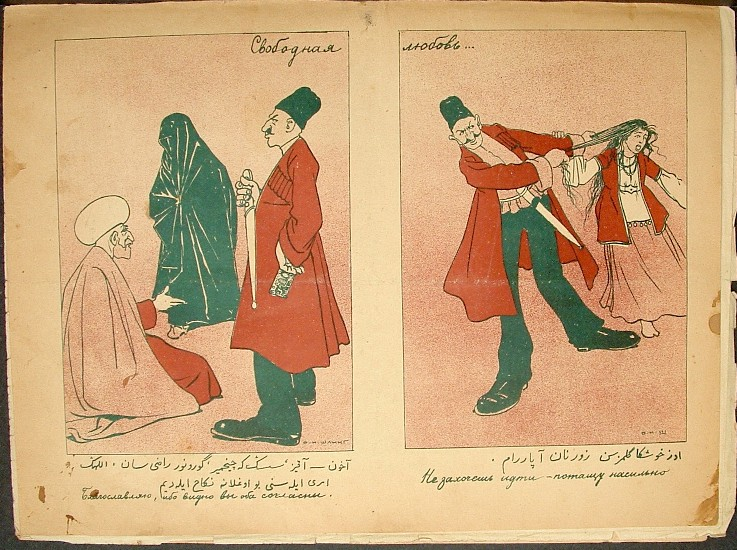
1909刊載於《穆拉·纳斯拉丁》的諷刺漫畫，批評了20世紀初阿塞拜疆族的強迫婚姻風俗。漫畫名為「自由戀愛」，由右往左讀。右方第一格翻譯：「妳如果不自願與我走，那我就強行拖妳走」；左方第二格翻譯阿訇的發言：「女士啊，既然妳不表意見，那看來妳就同意了。奉神之意，我將妳許配給這位先生。」

強迫婚姻，又稱逼婚，是指違反一方或雙方當事人意願促成的婚姻，是为一种侵犯人权的现象。与其对立的则是婚姻自由。
強迫婚姻不等同包辦婚姻，強迫婚姻可以是擬結婚的一方強逼對方與自己結婚，過程中不涉及第三者如媒人、家長等。而有些包辦婚姻是在當事人同意之下進行，不屬於強迫。
強迫婚姻多通過各種手段脅迫當事人就範，脅迫手段可以是身體暴力、債務等經濟壓力或精神壓力。一個當代的例子是阿富汗的塔利班政權，一些消息指出，塔利班有要求占領區民眾將女童與未結婚的女性交出，並強行許配給聖戰士做為妻子，一些阿富汗的女性表示，自己寧可自殺也不要被強迫結婚。
但亦有些強迫婚姻是因為習俗、宗教、法律等社會規範促成，例如未婚懷孕的男女為了自己或子女免受社會歧視而奉子成婚。一些地區的盛行收繼婚、轉房婚的習俗，女子在丈夫逝世後必須嫁給其丈夫的繼承人兒子或兄弟、或男子被迫娶父兄的遺孀。有些地區的法律則要求強姦犯和受害人必須結婚，否則雙方皆要受罰等。而古代中國常常有政府限制百姓在一定歲數之前必須結婚的案例，逾期不婚則由行政官員強行婚配，例如晉代時，晉武帝曾頒令女子滿十七歲未婚交由長吏強制出嫁。一些君主制國家的后妃選納制度，君主或政府有權從國內符合一定條件的女性當中指定一或多名女性嫁給君主或王族為配偶，女方不能拒絕，否則會受罰。

## 衍生
“逼婚”一词，现在也常被用以诙谐地表示适龄单身男女受到了来自父母催促成家的压力；此逼婚并没有特定对象，也通常没有实质性强迫手段，只是对“父母采取各种方式催促、促成子女成家”现象的一种夸张性描述。现代社會，由于“婚姻自主”，已很少存在真正意义上的“逼婚”；然而随着晚婚晚育觀念的出现，導致“大龄剩女”、“大龄剩男”现象成為了一定程度上的社会问题。